# Debong Tengah
Debong Tengah is een bestuurslaag in het regentschap Tegal van de provincie Midden-Java, Indonesië. Debong Tengah telt 12.303 inwoners (volkstelling 2010).